# Ебергард (герцог Франконії)
Ебергард I (нім. Eberhard; бл. 885 — 2 жовтня 939) — герцог Франконії в 918—939 роках, герцог Лотарингії в 926—928 роках.

## Життєпис
Походив з роду Конрадінів. Другий син Конрада I, герцога Франконії, та Глісмут, можливо дочки імператора Арнульфа Каролінга. Народився близько 885 року. Замолоду брав участь у походах батька, який загинув 906 року.
Перша письмова згадка відноситься до 909 року, коли Ебергард став світським абатом монастиря Св. Максиміна в Трірі.
Підтримував старшого брата Конрада, коли того 911 року обрали новим королем Німеччини, а потім у його боротьбі проти герцога Саксонії Генріха, та герцога Баварії Арнульфа. У 915 році спробував зайняти Тюринзьке герцогство, але у битві біля Ересбурга зазнав поразки від Генріха Саксонського. Останній в свою чергу вдерся до Франконії, втім ситуацію врятував король Конрад I, який прийшов на допомогу Ебергарду.
У 913 році Ебергард стає графом Гессенгау, Оберлангау і Перфгау. У 914 році призначено маркграфом у Франконії. У 918 році перед смертю брата частина знаті пропонувала Ебергарда як його спадкоємця, проте той не був певний у здатності протистояти впливу Людольфінгів, тому відмовився на користь Генріха Птахолова. Натомість Ебергарду перейшло Франконське герцогство. У травні 919 року Ебергард передав регалії Генріхові на рейхстазі в Фріцларі.
Зберігав вірність Генріху I протягом усього правління. Тому 926 року отримав Лотаринзьке герцогство, значно збільшивши вплив у Німеччині. Зміг швидко придушити заворушення в Лотарингії. Але у 928 році змушений був передати це герцогство Гізельберту з Регінаридів.
936 року призначено трухзесом (на кшталт імператорського стольника). У 937 році вступив у конфлікт з саксонським феодалом Брюнінгом, що відкидав ленну залежність від Ебергарда, незважаючи на володіння у Франконії та Гессенгау. У відповідь герцог Ебергард взяв в облогу замок Гельмерн поблизу Пекльсгайма, який захопив та знищив. Втім новий імператор Оттон I став на бік Брюнінга, викликавши обох на суд до Магдебурга. Тут наклав на Ебергарда штраф, а його командувачі були засуджені на публічне принесення мертвих собак, що вважалося особливо принизливим покаранням.
Після цього Ебергард перейшов на бік противників імператора. 938 року приєднався до повстання Танкмара, сина Генріха I Птахолова, та Ебергарда, герцога Баварії. Але вони швидко зазнали поразки. Тоді Ебергард Франконський замирився з імператором, але невдовзі підняв новий заколот, до якого доєдналися Гізельберт, герцог Лотарингії, та Генріх, брат імператора Оттона I. Спроби замиритися з боку останнього виявилися невдалими. Невдовзі на бік повсталих перейшов Фрідріх, архієпископ Майнца. Але у вирішальній битві біля Андернаху, війська заколотників зазнали нищівної поразки, а Ебергард загинув.